# NGC 5248
NGC 5248 sau Caldwell 45 este o galaxie spirală intermediară din constelația Boarul și se află la o distanță de aproximativ 59 milioane de ani-lumină (18 parseci) de Pământ. 